# Gérard Adam
Œuvres principales
- L'arbre blanc dans la forêt noire (1988)
- La lumière de l'archange (1992)
- La chronique de Šantići (1995)
- La route est claire sur la Bosnie (1995)

Gérard Adam, né le 1er janvier 1946 à Onhaye, petit village près de Dinant, dans la province de Namur, est un médecin et écrivain belge contemporain.

## Biographie
En tant que médecin militaire, Gérard Adam a été coopérant au Zaïre, membre des Forces belges en Allemagne et médecin-chef de l'École Royale Militaire.
Par ailleurs écrivain, il a publié une quinzaine d'ouvrages (romans, recueils de nouvelles, documents), dont L'arbre blanc dans la Forêt Noire, prix N.C.R. 1989, et La lumière de l'archange (finaliste du prix Victor Rossel 1992).
En 1978, il a participé à l'Opération Kolwezi, qui lui a fourni une partie de la matière de son premier roman, L'Arbre blanc dans la Forêt noire.
En 1994, en tant que médecin militaire de la FORPRONU, il a séjourné plusieurs mois en Bosnie. Cette expérience a fourni la matière de deux livres, La chronique de Santici et La route est claire sur la Bosnie.
En 2007, il a cofondé avec Spomenka Džumhur les éditions M.E.O., qu'il dirige depuis 2010.
Ses archives sont conservées aux Archives et Musée de la Littérature.

## Publications
- L'arbre blanc dans la forêt noire, roman, la Longue-Vue et Arcantère, Bruxelles et Paris, 1988. Prix N.C.R. (AT&T) 1989. (Réédition aux Éditions Labor, Collection Espace Nord, Bruxelles, 2004 / Traduit en néerlandais par Michel Perquy, Kritak, Louvain, 1992).
- Le mess des officiers, nouvelles, la Longue-Vue, Bruxelles, 1991.
- La lumière de l'archange, roman, Luce Wilquin, Lausanne et Dour, 1992. Finaliste du prix Rossel 1992.
- Pèlerinage aux pays intérieurs (sur 26 tableaux de Monique Thomassettie), Le Snark, Bruxelles, 1993.
- Le chemin de Sainte-Eulaire, nouvelles, Lausanne et Dour, Luce Wilquin, 1993 (dont : Oostbroek et Prométhée, finaliste du prix de la nouvelle Radio-France Internationale 1993).
- Mama-la-Mort et Monsieur X, roman, Luce Wilquin, Avin, 1994.
- La chronique de Šantići, document, Luce Wilquin, Avin, 1995.
- La route est claire sur la Bosnie, nouvelles, Luce Wilquin, Avin, 1995. (Traduction en bosnien par Spomenka Džumhur et Mevlida Karadža, Mode Est-Ouest, Zenica et Bruxelles, 2000).
- Marco et Ngalula, roman, Luce Wilquin, Avin, 1996. (Réédition aux Éditions Labor, collection Espace Nord Junior puis Zone J, Bruxelles, 1999 et 2001.) / Traduit en croate par Ana Prpić, Litteris, Zagreb, 2013).
- Le vol de l'oiseau blanc, roman, Luce Wilquin, Avin, 1997.
- Les chants des Wallons, nouvelle, Éditions Chouette Province, Marche-en-Famenne, 1998.
- La Croisée des chemins, nouvelles, Luce Wilquin, Avin, 1998 (dont : Entre Staline et Jésus-Christ, finaliste du prix de la nouvelle Radio-France Internationale 1997).
- L’Impasse de la Renaissance, roman, Luce Wilquin, Avin, 2001.
- Qôta-Nîh, roman, M.E.O., Bruxelles, 2009[3].
- Le Saint et l'Autoroute, roman, M.E.O., Bruxelles, 2011, finaliste du Prix du Parlement de la fédération Wallonie-Bruxelles.
- De l'existence de dieu(x) dans le tram 56, nouvelles, M.E.O., Bruxelles, 2013. Prix Emma Martin (décerné par l'Association des Écrivains belges de Langue française).
- Stille nacht, roman, M.E.O., Bruxelles, 2017.
- La Passion selon Saint-Mars, roman, M.E.O., Bruxelles, 2018.

## Participation à des ouvrages collectifs
- « Lettre à Luce », in Lettres à Luce, Luce Wilquin, Avin, 1996.
- « Le cauchemar de l’ex-Yougoslavie », in L’Ange exterminateur, Éditions de l’Université de Bruxelles-Cerisy, Bruxelles, 1996.
- « Engagez-vous, qu’ils disaient !… », in Cahiers Internationaux du Symbolisme, Écriture et engagement, actualité de Charles Plisnier, no 89-90-91, Mons, 1998.
- « Afriques/Europe », textes réunis par Marc Quaghebeur, in Écriture 59, Lausanne, 2002.
- « Sans état d’âme », in Lettres ouvertes sur Centres fermés, Éditions du Cerisier, Cuesmes, 2003.
- « Le biscuit de soldat au lait concentré sucré », in Les Madeleines de nos auteurs, textes recueillis et publiés par Apolline Elter, Racines, 2008.
- « Cent récits mythologiques », in Les licornes obliques (Un jour une librairie), La Licorne, 2014.

## Extraits en anthologies
- Dits de la nuit, d’Antoine Tshitungu-Kongolo, Éditions Labor, Bruxelles, 1994
- Littérature belge d'expression française, de Michel Joiret et Marie-Ange Bernard, Didier Hattier, Bruxelles, 1999.
- Aux pays du fleuve et des grands lacs, d'Antoine Tshitungu Kongolo, Archives et Musée de la Littérature, Bruxelles, 2000.

## Traductions du croate et du bosnien
- Sarajevo, la ville oubliée, document d’Esad Bučuk, avec l’auteur, Rotary Club de Bruxelles, 1995.
- Mes Voyages en France et en Belgique, récits d’Esad Bučuk, avec l’auteur, Sarajevo, 1999
- L'Amour, les Pommes (Park), textes brefs de Marjan Gruban, avec Spomenka Džumhur, Mode Est-Ouest, Bruxelles et Zenica, 1994
- Le bâtisseur, poèmes de Meliha Kočo, avec Esad Bučuk, Paris, 2000
- La Mort au Musée d’Art moderne, nouvelles d’Alma Lazarevska, avec Spomenka Džumhur, Mode Est-Ouest/Dom Štampe, Bruxelles et Zenica, 2003. Réédition M.E.O[4], 2009.
- Douleur, rhapsodie tsigane, poèmes de Tomislav Dretar, avec l’auteur, Chloé des Lys, Barry, 2007
- Gardons la tête froide, poèmes d’Admiral Mahić, avec Tomislav Dretar, M.E.O, Bruxelles, 2008.
- Le Baume du Tigre, nouvelles de Dražen Katunarić, avec Tomislav Dretar, M.E.O, Bruxelles, 2009.
- Aux Portes de l’Inaccessible, poèmes de Tomislav Dretar, avec l’auteur, M.E.O, Bruxelles, 2009.
- Sous le signe de la rose, roman d’Alma Lazarevska, avec Spomenka Džumhur, M.E.O, Bruxelles, 2009.
- Qui a mis en rang les gratte-ciels? et autres poèmes, de Lana Derkač, avec Tomislav Dretar, M.E.O, Bruxelles, 2010.
- La ville dans le miroir, roman de Mirko Kovač, avec Spomenka Džumhur, M.E.O, Bruxelles, 2010.
- Parole, mon logement social, poèmes de Tomislav Dretar, avec l’auteur, M.E.O, Bruxelles, 2010.
- Shéhid, roman de Zilhad Ključanin, avec Spomenka Džumhur, M.E.O, Bruxelles, 2011.
- La Mendiante, roman de Dražen Katunarić, M.E.O, Bruxelles, 2012.
- Sublimisme balkanique tome 1, recueil collectif de poètes de Croatie, avec Tomislav Dretar, M.E.O, Bruxelles, 2013.
- Sublimisme balkanique tome 2, recueil collectif de poètes de Bosnie-Herzégovine, avec Tomislav Dretar, M.E.O, Bruxelles, 2014.
- Le mot de la fin, roman de Zlatko Topčić, avec Jasna Samic, M.E.O, Bruxelles, 2016.
- Le pont de la honte, roman de Zilhad Ključanin, M.E.O, Bruxelles, 2016.